# Turkse kustwacht
De Turkse kustwacht (Ottomaans: Rusumet Emaneti Teşkilatı, Turks: Sahil Güvenlik Komutanlığı) is een onderdeel van de Turkse krijgsmacht opgericht in 1859. Met een sterkte van ongeveer 5.500 manschappen is de kustwacht verantwoordelijk voor de veiligheid van de kust- en territoriale wateren, voor search and rescue-operaties en het beschermen van het zeemilieu.

## Organisatie
De kustwacht is georganiseerd in vier regio's: de Zwarte Zee, de Zee van Marmara en de aangrenzende zeestraten, de Egeïsche Zee en de Middellandse Zee.
In vredestijd valt het bevel onder het Turkse ministerie van Binnenlandse Zaken. Tijdens de noodsituaties en in oorlogstijd valt onder het bevel onder de Turkse marine.

## Missie
Het Turkse kustwachtcommando is een bewakingsdienst opgericht op 9 juli 1982 met wet 2692. Het doel is het uitvoeren van missies zoals verstrekken van de veiligheid van de Turkse kusten, territoriale wateren en de binnenwateren (zoals de Zee van Marmara, Istanboel en de Dardanellen), havens en het uitoefenen van deze rechten en bevoegdheden, waar Turkije soevereine rechten uitoefent volgens de regels van zowel de nationale en internationale wetten op zee gebieden die buiten de werkingssfeer van de algemene verantwoordelijkheid van de Turkse zeestrijdkrachten vallen en het voorkomen en vervolgen van allerlei smokkel activiteiten uitgevoerd door middel van de zee worden vervoerd.

## Materieel

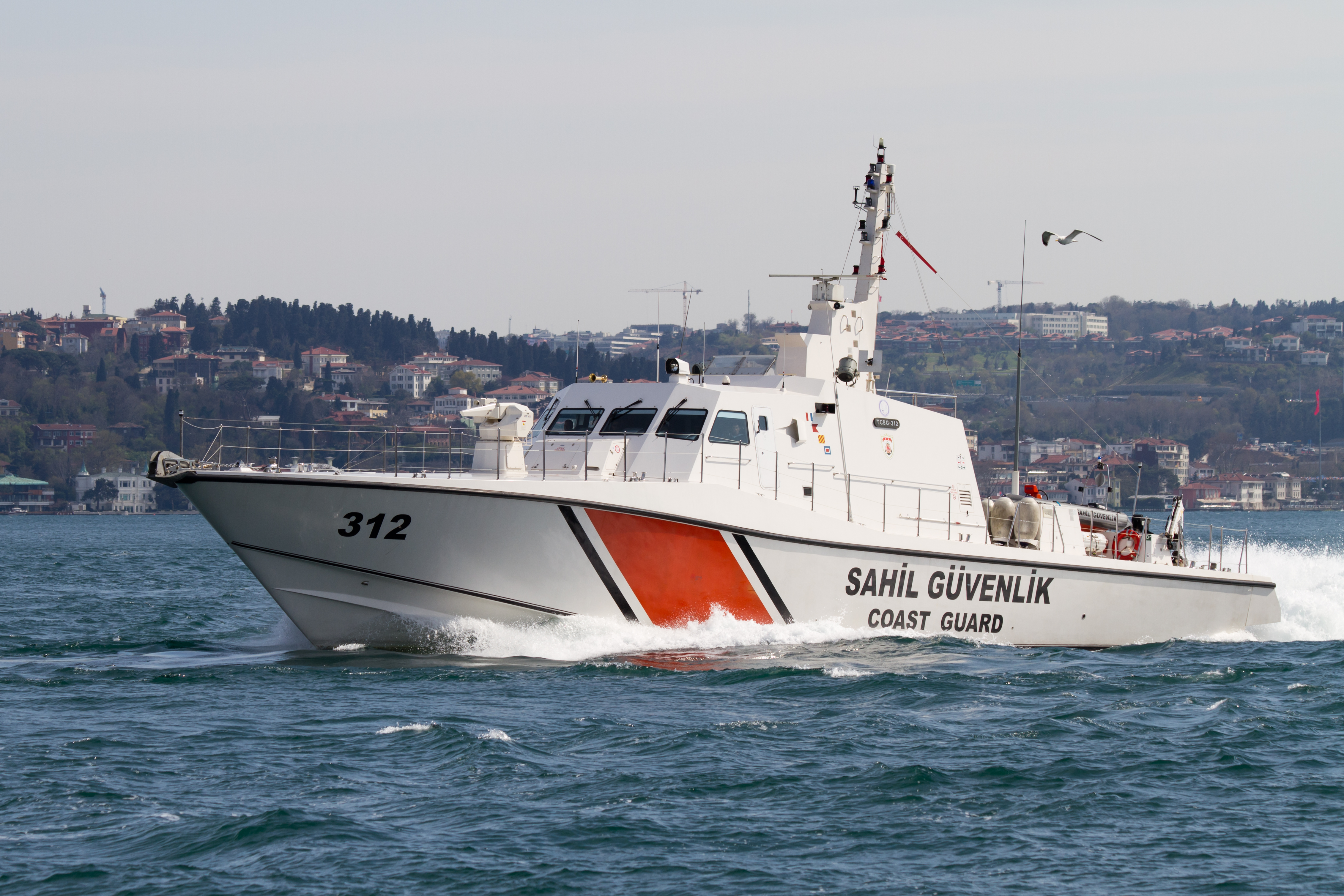
Patrouilleboot van de Turkse kustwacht.

### Schepen
- 2 Search and Rescue Ship (2 extra in aanbouw)
- 14 80 Class CG
- 14 Turkse CG Boats
- 4 SAR 35 CLASS
- 10 SAR 33 CLASS
- 13 KAAN 33 CLASS
- 9 KAAN 29 CLASS
- 1 KAAN 20 CLASS (17 extra in aanbouw)
- 18 KAAN 15 CLASS
- 8 KW 15 CLASS
- 12 CG Picket Boats
- n/a CG Control Boats
- n/a KEGAK
- n/a SAGET

### Vliegtuigen
- 3 CASA CN-235

### Helikopters
- 13 Agusta-Bell AB-412